# Lissochlora ronaldi
Lissochlora ronaldi là một loài bướm đêm trong họ Geometridae.